# Municipio de Warren (condado de Sanborn)
El municipio de Warren (en inglés: Warren Township) es un municipio ubicado en el condado de Sanborn en el estado estadounidense de Dakota del Sur. En el año 2010 tenía una población de 60 habitantes y una densidad poblacional de 0,66 personas por km².

## Geografía
El municipio de Warren se encuentra ubicado en las coordenadas 44°8′55″N 98°15′40″O / 44.14861, -98.26111. Según la Oficina del Censo de los Estados Unidos, el municipio tiene una superficie total de 91.41 km², de la cual 91,34 km² corresponden a tierra firme y (0,08 %) 0,07 km² es agua.

## Demografía
Según el censo de 2010, había 60 personas residiendo en el municipio de Warren. La densidad de población era de 0,66 hab./km². De los 60 habitantes, el municipio de Warren estaba compuesto por el 93,33 % blancos, el 1,67 % eran amerindios, el 3,33 % eran de otras razas y el 1,67 % eran de una mezcla de razas. Del total de la población el 3,33 % eran hispanos o latinos de cualquier raza.